# Битва при Кулбийоу
Битва при Кулбийоу состоялась 27 января 2017 года, когда боевики аш-Шабаб атаковали и захватили военную базу и сам город Кулбийоу, удерживаемая сомалийскими Вооруженными силами и силами обороны Кении.

## Предпосылки
25 января кенийские войска из Кулбийоу атаковали базу аль-Шабаб в Бадхадхе, но нападение было отбито. На следующий день, Кенийцы получили разведданные о готовящемся контр-атаке джихадистов, поэтому солдаты были отправлены на разведку, чтобы собрать больше информации и подготовить Кулбийоу к обороне. На тот момент на базе находились 120 кенийских солдат, организованных в виде четырех взводов, а также неопределенное количество сомалийских правительственных войск.
На ночь с 26 по 27 января на город напали боевики. Некоторые из нападавших были арабскими иностранными моджахедами, которые, как представляется, особенно хорошо обученные и закаленные в боях.

## Битва
Когда боевики двигались к городу, их засекли беспилотники АМИСОМ, тогда кеннийские войска начали обстреливать боевиков из артиллерии и миномётов. Обстрел продолжался 50 минут и прекратился тогда, когда они подумали, что боевики отступили, после чего вернулись к своим делам.
Через 20 минут беспилотники заметили еще больше боевиков приближающихся к городу. Эта атака поставила военных врасплох, и они не смогли остановить шахид-мобиль, который взорвался в городе. Это позволило боевикам начать штурм города. В результате началась жестокая перестрелка. Капитан Силас Экидор собрал нескольких солдат и попытался реорганизовать их, но был взорван машиной начинённой взрывчаткой. Командир артиллерии также был убит в бою. Двое из четырёх взводов кенийских солдат отступили по приказу командира, оставив взвод Экидора и Мванги для сражения.
Вскоре внутренняя оборона базы была нарушена третьей машиной со взрывчаткой, и боевики захватили базу. Выжившие солдаты были вынуждены бежать в кусты, так как боевики преследовали их. Битва длилась около 90 минут, по заявлению боевиков, были убиты 67 военных и нескольких захватили в плен. Оставшиеся два взвода в городе были почти полностью уничтожены.
Военная база и близлежащий город были под полным контролем боевиков, они сжигали машины и снабжение которое не могли использовать. Позже прибыли военные вертолеты, обстреливающие боевиков, это заставило их разбегаться в разные стороны, однако боевики смогли уйти с большим количеством военных трофеев. Через час на базу и в город прибыли военные морского флота.